# Theridion trepidum
Theridion trepidum là một loài nhện trong họ Theridiidae.
Loài này thuộc chi Theridion. Theridion trepidum được Octavius Pickard-Cambridge miêu tả năm 1898.